# Komlan Amewou
Komlan Amewou   (Lomé, 15 de desembre de 1983) és un exfutbolista togolès de la dècada de 2000.
Fou internacional amb la selecció de futbol de Togo.
Pel que fa a clubs, destacà a OC Agaza, Strømsgodset IF i Nîmes Olympique.